# Klagenfurt
Klagenfurt am Wörthersee (pronunciación en alemán: /ˈklaːɡn̩ˌfʊʁt/; en esloveno: Celovec) es una ciudad austríaca situada en el sur del país, en el estado federado de Carintia. Es la capital de dicho estado, así como su ciudad más poblada con 101 303 habitantes (2020). Está ubicada a orillas del Wörthersee y a escasa distancia de la frontera con Eslovenia.
Entre las personalidades nacidas en la ciudad están la política Ursula Plassnik y el científico Josef Stefan.

## Toponimia
El nombre de Klagenfurt proviene del cercano río Glanfurt (hoy llamado Sattnitz), que atraviesa Klagenfurt por el sur. La primera población de esta zona, llamada Furt (en español vado), estaba rodeada de pantanos, donde había muchos juncos. Las personas que salían de noche por esta región decían escuchar horribles voces entre la niebla, por lo que se empezó a creer que se trataba de los lamentos de las personas atrapadas en las ciénagas. De ahí viene el nombre (Klagen an der Furt, que significa literalmente "lamentos en el vado", es decir, la región del río Glanfurt. Acortándolo queda Klagenfurt). Probablemente los ruidos no fuesen otra cosa más que el sonido del viento otoñal, que al soplar silbaba al azotar los juncos de los pantanos.

## Historia

### Origen legendario de la ciudad
Según la leyenda, existía en Klagenfurt una oscura criatura, un dragón llamado Lindwurm. Este dragón vivía en un pantano cercano, situado en la zona que actualmente se encuentra a mitad de camino entre el centro de la ciudad y el Wörthersee, y se alimentaba de las muchachas que encontraba por los alrededores. Para matar al monstruo hubo que utilizar la astucia. Para ello, unos valientes caballeros levantaron una torre, en cuya parte superior encadenaron a un buey como cebo, y en dicha cadena colocaron, además, un garfio para atraparlo. Solo tras atraparlo pudieron darle muerte. Estos orígenes legendarios se ven representados en el escudo de la ciudad, donde aparecen el dragón y la torre.

### Edad Media
En los alrededores del río Glan, se estableció una población por el duque de Carintia Hermann von Spanheim, para asegurar las vías comerciales Este-Oeste y Norte-Sur. En un principio Klagenfurt aparece en los documentos mencionado como “Forum Chlagenvurth” entre 1193 y 1199. La localidad fundada se estableció en la zona de crecida del río Glan, por lo que cada cierto tiempo resultaba inundada. Ello llevó a Bernhard von Spanheim a volver a fundar la ciudad en 1246 fuera de la zona de crecidas, estableciéndose esta vez alrededor de la actual Alte Platz (plaza antigua) y adquirió ya en 1252 el Stadtrecht (situación jurídica de ciudad).
Los siguientes siglos fueron un período muy duro para la población de Klagenfurt, que tuvo que enfrentarse a diversos incendios, terremotos, una plaga de langostas y al primer levantamiento campesino producido en zona germánica.

### Edad Moderna

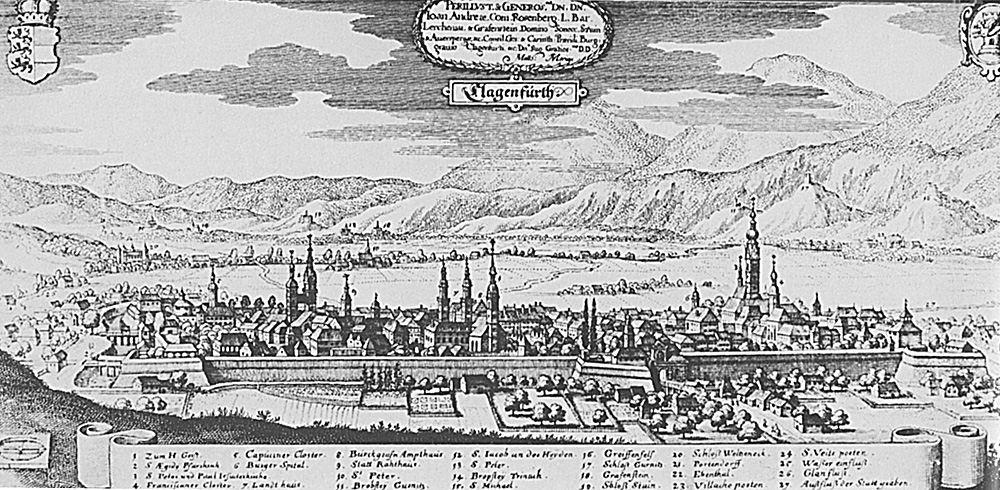
Vista de la ciudad en 1649.

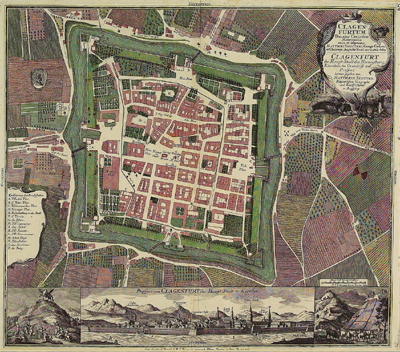
Mapa de Klagenfurt en 1735.

En 1514 la ciudad se vio casi completamente destruida por un incendio. Debido a que el káiser Maximiliano I no tenía dinero para reconstruir la ciudad, entregó la ciudad al Landstände, es decir, a las Cortes, entendidas como representación de los distintos estamentos, hecho sin precedentes en la historia jurídica germana.
Los nuevos señores de la ciudad reconstruyeron los edificios calcinados, y modernizaron, aumentaron y fortificaron la ciudad. Muchos de las familias nobles y de los prelados de la ciudad levantaron entonces sus palacios.
Klagenfurt fue edificada a partir de 1592 tras el plan urbanístico del italiano Domenico dell'Allio, convirtiéndose la Neue Platz en el nuevo centro de la ciudad. A lo largo de los siglos XVI y XVII, la ciudad tuvo un florecimiento favorecido en gran medida por el establecimiento de numerosas órdenes religiosas.

### Edad Contemporánea
En 1797 Klagenfurt fue tomada por las tropas francesas, y Napoleón se presentó personalmente en la ciudad. Las negociaciones de paz se extendieron durante varios años. Con anterioridad a que los franceses se retirasen, hicieron volar todas las murallas de la ciudad, en 1809. En la actualidad sólo quedan unos pequeños restos de la muralla y una puerta de entrada, la Völkermarkter Tor.
En 1849 concluyó la etapa de gobierno por parte del Landstände en Carintia, y por ello también en Klagenfurt. Un censo de la época estimó una población de 13 712 habitantes.
En 1863 Klagenfurt se unió a la línea de ferrocarril Südbahn. Ello supuso un gran impulso económico para la ciudad de Klagenfurt, que se convirtió en el centro regional más importante.
La ciudad sufrió un revés importante en 1896 cuando la administración municipal rechazó realizar la instalación de una red eléctrica en Klagenfurt, así como la sede de la dirección del ferrocarril. La electricidad acabó llegando en 1902, si bien la dirección del ferrocarril se instaló en Villach, lo que convirtió dicha ciudad en un importante centro ferroviario.

#### Segunda Guerra Mundial

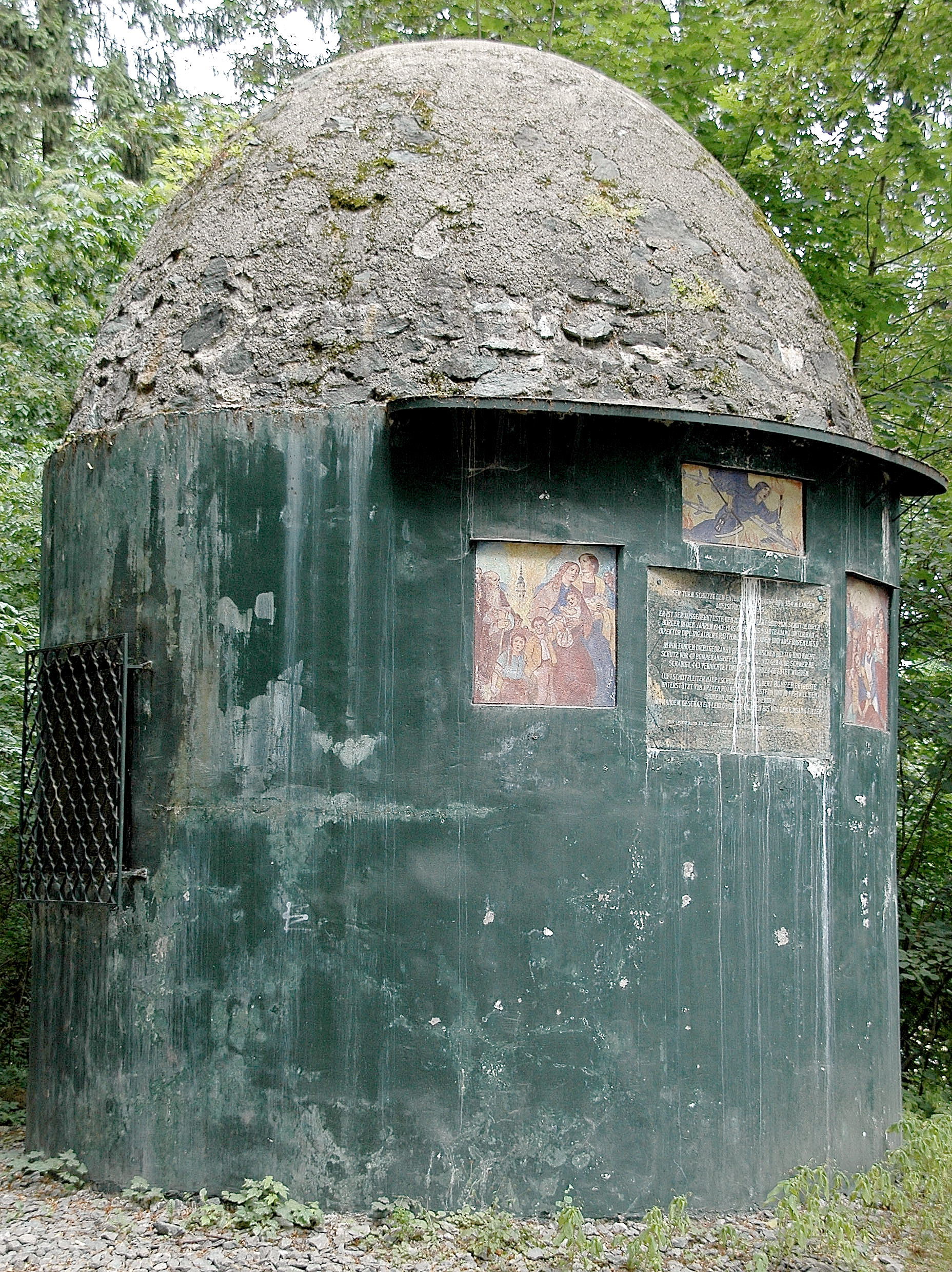
Torre de Kreuzbergl.

En Kreuzbergl hay una construcción verde en forma de tonel con una cúpula redondeada en la parte superior. En ella hay numerosas fotografías de los horrores de la Segunda Guerra Mundial, y una inscripción con el siguiente texto:

Esta torre protege la salida de aire del refugio antiaéreo de 354 metros de longitud. Es el más grande de los construidas por la ciudad de Klagenfurt para la protección de sus ciudadanos entre los años 1943 y 1945, bajo la dirección de Albert Rothmüller. En él entraban hasta 6000 personas que apretadas buscaban protección día y noche ante los 48 ataques aéreos que destrozaron 443 edificios, dañaron de consideración otros 1132, y mataron a 612 personas.

#### Posguerra
La ciudad se convirtió en una pionera al ser la primera ciudad austriaca en establecer una zona peatonal, en 1961. En 1973 Klagenfurt absorbió a cuatro municipios colindantes permitiéndole así aumentar su tamaño.
En 1986, la ciudad fue laureada, junto con la neerlandesa Arnhem, con el Premio de Europa, una distinción otorgada anualmente por el Consejo de Europa, desde 1955, a aquellos municipios que hayan hecho notables esfuerzos para promover el ideal de la unidad europea.

## División administrativa
La ciudad se divide en 15 barrios, que son los siguientes:
- I-IV Innere Stadt (Centro de la ciudad)
- V St. Veiter Vorstadt
- VI Völkermarkter Vorstadt
- VII Viktringer Vorstadt
- VIII Villacher Vorstadt
- IX Annabichl
- X St. Peter
- XI St. Ruprecht
- XII St. Martin
- XIII Viktring
- XIV Wölfnitz
- XV Hörtendorf
- XVI Welzenegg

## Geografía
Klagenfurt está situada a una altitud de 446 m s. n. m., en las estribaciones orientales de los Alpes. La ciudad se extiende en la orilla este del lago Wörthersee, en la llamada Klagenfurter Becken (cuenca de Klagenfurt). La única salida del Wörthersee, el río Glanfurt, atraviesa la ciudad por el sur, para acabar desembocando en el río Glan, que cruza la ciudad desde el norte al sureste.
Klagenfurt está rodeada por varias montañas cubiertas de bosques de una altura de hasta 1000 metros, como por ejemplo, el Ulrichsberg. Al norte de la ciudad se encuentra el monte Kreuzbergl (de 517 metros de altura), que limita directamente con la ciudad y está cubierto en su mayor parte de bosques, exceptuando el Schloss Falkenberg. A unos kilómetros al sur está la cordillera de Karavanke, que separa Carintia de Eslovenia.

### Clima
En Klagenfurt impera un clima continental moderado, con variaciones en la temperatura entre distintas estaciones del año relativamente grandes. Su situación en la cuenca de Klagenfurt determina la influencia del fenómeno meteorológico de la inversión térmica, que produce abundantes bancos de niebla. En los comienzos y mediados de otoño se trata principalmente de nieblas superficiales, mientras que a finales de otoño y en el invierno son nieblas altas. 
El típico frío invierno austriaco puede en ocasiones ser suavizado debido a los vientos procedentes de las montañas Karavanke situadas al sur, a través del efecto Foehn.
La temperatura media anual calculada entre 1961 y 1990 es de 7.1 °C, mientras que el valor medio de 2005 asciende a 9.3 °C.
| Parámetros climáticos promedio de Klagenfurt am Wörthersee | Parámetros climáticos promedio de Klagenfurt am Wörthersee | Parámetros climáticos promedio de Klagenfurt am Wörthersee | Parámetros climáticos promedio de Klagenfurt am Wörthersee | Parámetros climáticos promedio de Klagenfurt am Wörthersee | Parámetros climáticos promedio de Klagenfurt am Wörthersee | Parámetros climáticos promedio de Klagenfurt am Wörthersee | Parámetros climáticos promedio de Klagenfurt am Wörthersee | Parámetros climáticos promedio de Klagenfurt am Wörthersee | Parámetros climáticos promedio de Klagenfurt am Wörthersee | Parámetros climáticos promedio de Klagenfurt am Wörthersee | Parámetros climáticos promedio de Klagenfurt am Wörthersee | Parámetros climáticos promedio de Klagenfurt am Wörthersee | Parámetros climáticos promedio de Klagenfurt am Wörthersee |
| Mes                                                        | Ene.                                                       | Feb.                                                       | Mar.                                                       | Abr.                                                       | May.                                                       | Jun.                                                       | Jul.                                                       | Ago.                                                       | Sep.                                                       | Oct.                                                       | Nov.                                                       | Dic.                                                       | Anual                                                      |
| ---------------------------------------------------------- | ---------------------------------------------------------- | ---------------------------------------------------------- | ---------------------------------------------------------- | ---------------------------------------------------------- | ---------------------------------------------------------- | ---------------------------------------------------------- | ---------------------------------------------------------- | ---------------------------------------------------------- | ---------------------------------------------------------- | ---------------------------------------------------------- | ---------------------------------------------------------- | ---------------------------------------------------------- | ---------------------------------------------------------- |
| Temp. máx. media (°C)                                      | 0.3                                                        | 4.4                                                        | 10.3                                                       | 14.9                                                       | 20.2                                                       | 23.4                                                       | 25.5                                                       | 25.1                                                       | 20.6                                                       | 14.2                                                       | 5.8                                                        | 0.8                                                        | 13.8                                                       |
| Temp. media (°C)                                           | -4.0                                                       | -1.4                                                       | 3.6                                                        | 8.3                                                        | 13.7                                                       | 16.9                                                       | 18.8                                                       | 18.2                                                       | 13.8                                                       | 8.2                                                        | 1.7                                                        | -2.7                                                       | 7.9                                                        |
| Temp. mín. media (°C)                                      | -7.2                                                       | -5.4                                                       | -1.3                                                       | 2.8                                                        | 7.8                                                        | 11.1                                                       | 12.9                                                       | 12.7                                                       | 9.0                                                        | 4.3                                                        | -1.0                                                       | -5.2                                                       | 3.4                                                        |
| Precipitación total (mm)                                   | 30.9                                                       | 35.2                                                       | 50.2                                                       | 64.5                                                       | 78.5                                                       | 113.5                                                      | 117.6                                                      | 98.6                                                       | 89.7                                                       | 82.9                                                       | 78.9                                                       | 48.9                                                       | 889.4                                                      |
| Nevadas (cm)                                               | 17.5                                                       | 20.4                                                       | 9.9                                                        | 5.1                                                        | 0.8                                                        | 0.0                                                        | 0.0                                                        | 0.0                                                        | 0.0                                                        | 0.3                                                        | 10.1                                                       | 20.0                                                       | 84.1                                                       |
| Días de precipitaciones (≥ 1.0 mm)                         | 5.1                                                        | 4.9                                                        | 6.2                                                        | 8.0                                                        | 9.6                                                        | 11.5                                                       | 10.2                                                       | 9.4                                                        | 7.2                                                        | 7.3                                                        | 7.1                                                        | 5.4                                                        | 91.9                                                       |
| Días de nevadas (≥ 1.0 cm)                                 | 23.1                                                       | 18.5                                                       | 8.2                                                        | 1.1                                                        | 0.2                                                        | 0.0                                                        | 0.0                                                        | 0.0                                                        | 0.0                                                        | 0.1                                                        | 5.0                                                        | 15.9                                                       | 72.1                                                       |
| Horas de sol                                               | 78.8                                                       | 123.0                                                      | 158.3                                                      | 175.2                                                      | 212.5                                                      | 217.5                                                      | 241.2                                                      | 233.0                                                      | 180.5                                                      | 125.6                                                      | 66.0                                                       | 57.4                                                       | 1869.0                                                     |
| Fuente: Central Institute for Meteorology and Geodynamics  |                                                            |                                                            |                                                            |                                                            |                                                            |                                                            |                                                            |                                                            |                                                            |                                                            |                                                            |                                                            |                                                            |

## Demografía
La población de Klagenfurt es de 100 817 habitantes (1. enero de 2019), y atrae, además, diariamente a numerosos estudiantes, universitarios y trabajadores de los alrededores.

### Idiomas
Según el censo efectuado en mayo de 2001, un 89,4 % de la población utiliza el alemán como idioma habitual. El segundo idioma más empleado es el croata con un 3,3 % de la población, seguido del esloveno con un 1,9 %. Esto se debe a que aproximadamente el 10 % de la población eslovena de Carintia reside en Klagenfurt.

### Religión
En Klagenfurt tiene su sede la diócesis de Gurk.
La fe mayoritaria es la de la Iglesia católica, profesada por un 68,8 % de la población de Klagenfurt. Le sigue la Iglesia evangélica con un 7,5 % de la población. Un 3 % profesa la religión musulmana, un 1,5 % sigue a la Iglesia ortodoxa, un 0,6 % a los Testigos de Jehová y un 0,6 % a la Iglesia católica antigua. El porcentaje de población sin confesión religiosa es del 16,1 %.

## Economía

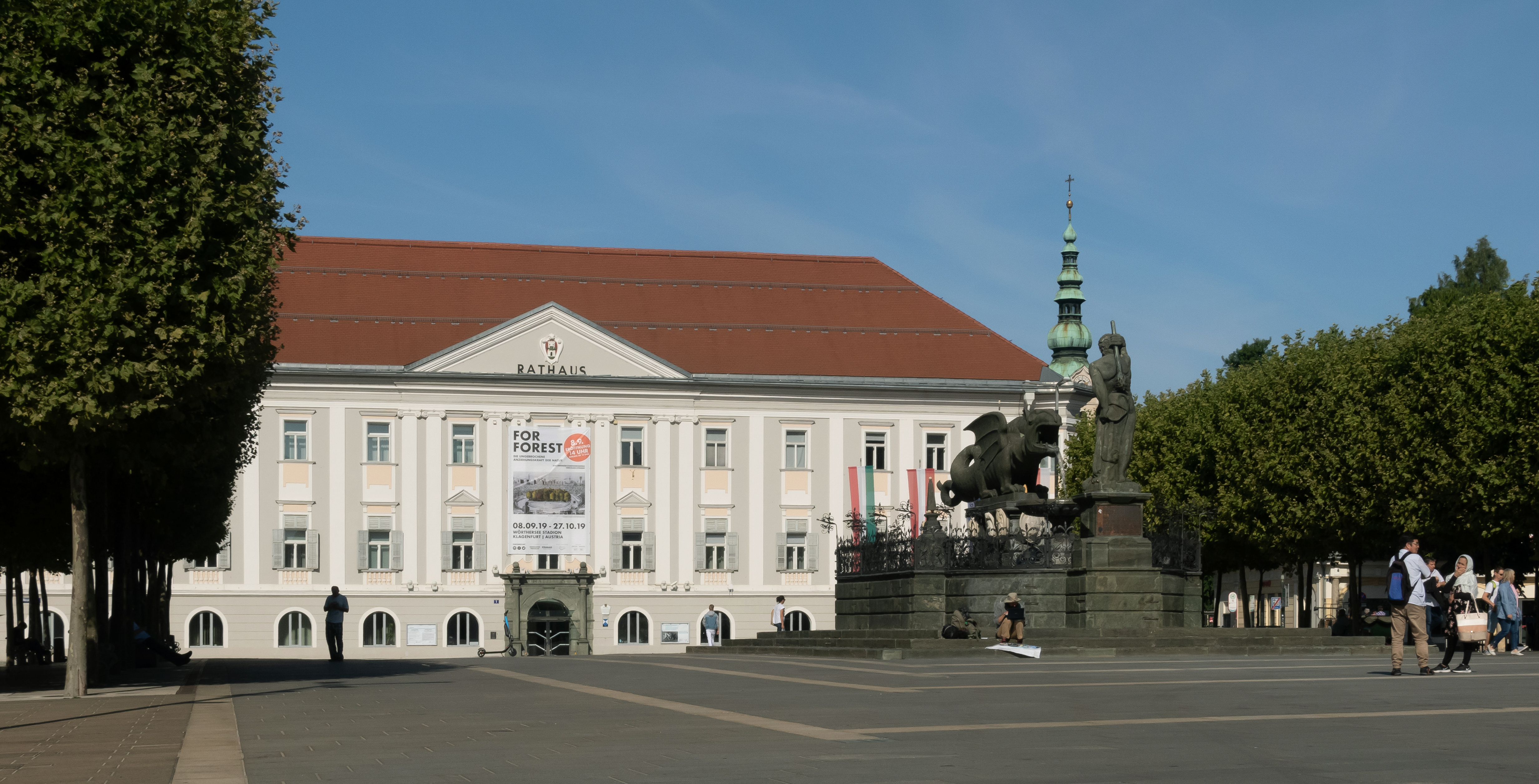
Ayuntamiento en la Neuer Platz

Klagenfurt es el centro económico más importante de Carintia, encontrándose en ella establecidos el 20 % de las empresas industriales de Carintia. En mayo de 2001 había en Klagenfurt 63 618 empleados en 6184 empresas. 33 de estas empresas cuentan con más de 200 empleados.
Los sectores económicos más importantes son la industria ligera, las empresas comerciales medianas y el turismo. En Klagenfurt se han establecido algunas multinacionales como Siemens AG y Philips.
Existe un importante parque tecnológico, Lakeside Science & Technology Park, creado en las cercanías de la universidad Alpen-Adria-Universität. Este parque tecnológico permite una cooperación económica y de investigación con la cercana universidad y tiene como meta establecer a Klagenfurt y a Carintia como una zona de industria de alta tecnología.
En Klagenfurt tienen lugar diversas ferias, como las ferias de transporte internacional, de la madera, de mercancías, así como otras de temas más específicos, como por ejemplo la familia y la protección al medio ambiente.

## Transporte
El transporte público dentro de la ciudad se realiza a través de varias líneas de autobús. Entre los años 1891 y 1963 había también en Klagenfurt un servicio de tranvías, así como de trolebuses.
En lo que se refiere al transporte por carretera, por Klagenfurt pasa la autopista A2, que comunica a la ciudad con Viena y Graz al norte y con Villach al Este, por lo que es de gran importancia para la ciudad. Una gran parte de la autopista cercana a Klagenfurt está formada por túneles. La comunicación con Eslovenia se puede realizar a través de un puerto de montaña o dando un rodeo a través de Villach mediante un túnel que atraviesa las montañas Karavanke.
Por otro lado, se encuentra en construcción la línea de ferrocarril Koralmbahn, que permitirá unir Klagenfurt con Graz y Viena, reduciendo los tiempos de viaje de la antigua línea.
Aeropuerto de Klagenfurt

## Educación
Entre las instituciones más importantes se encuentran la Universidad Alpen-Adria-Universität Klagenfurt, y la Escuela Técnica Fachhochschule Technikum Kärnten. Además hay una gran oferta de Institutos y colegios con diferentes especializaciones y niveles de formación, entre los que se encuentra el Europagymnasium, el Instituto más antiguo de Austria, y un Academia de Comercio para los eslovacos de Carintia.

## Cultura

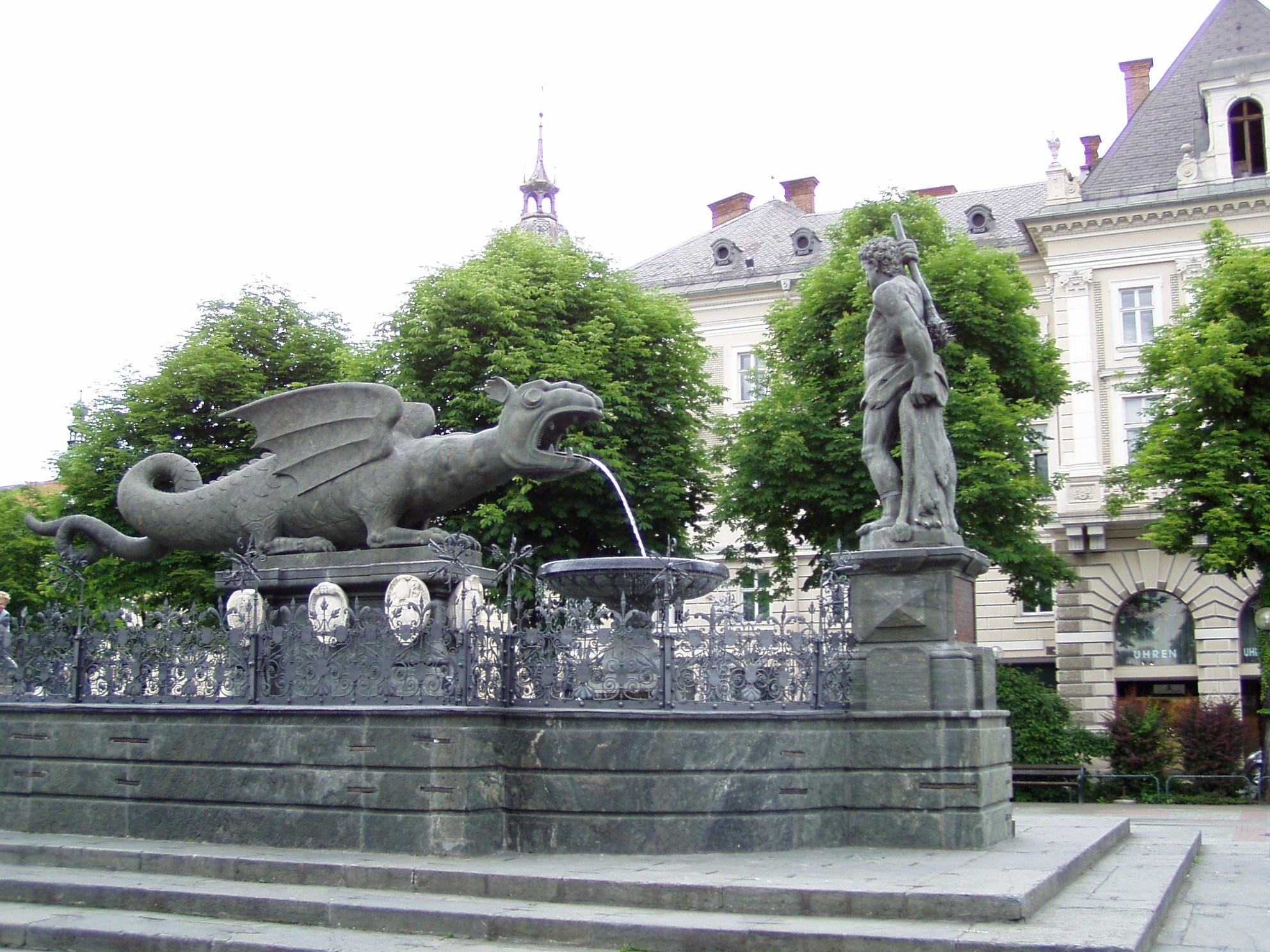
Estatua del dragón de Klagenfurt, símbolo de la ciudad.

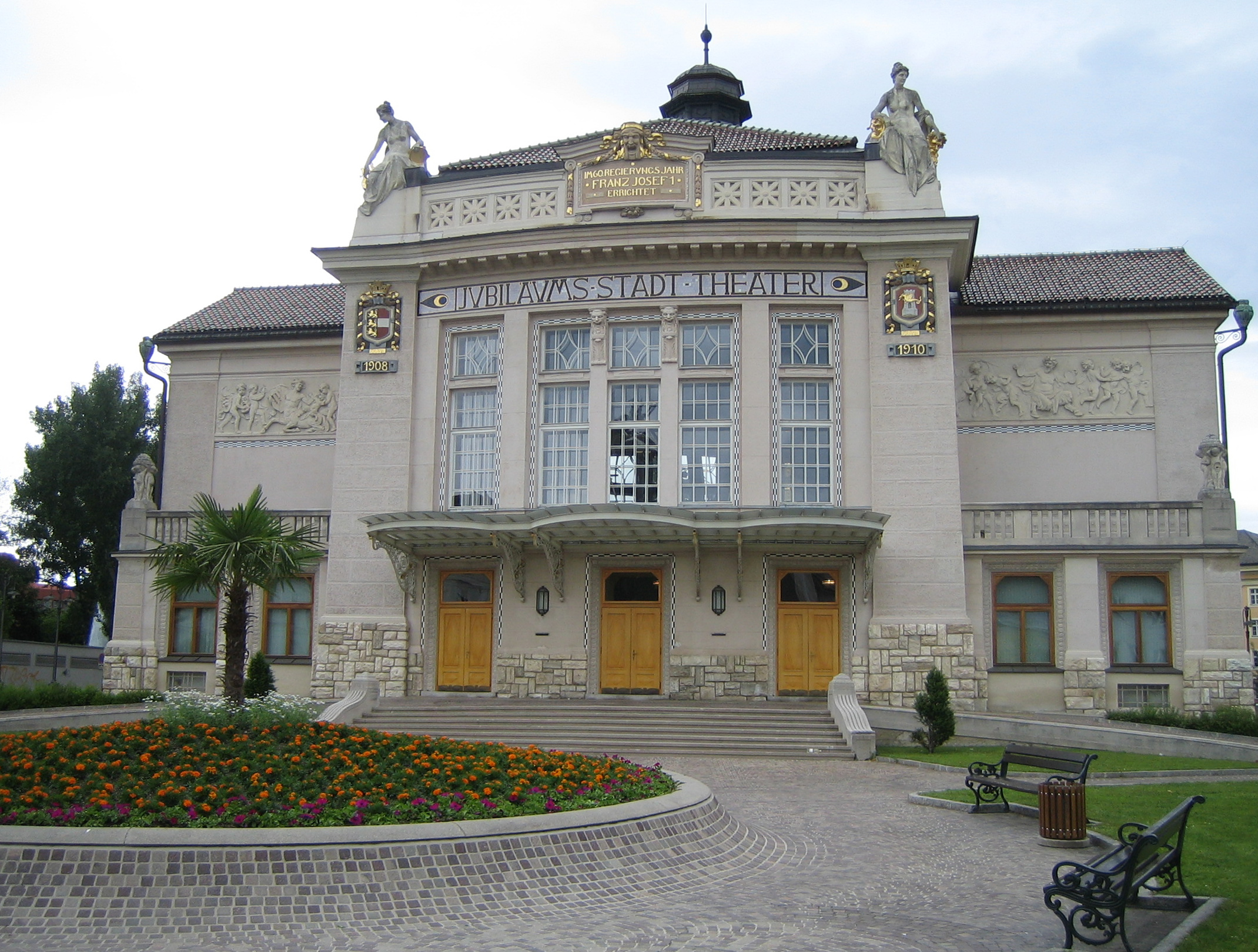
Stadttheater Klagenfurt.

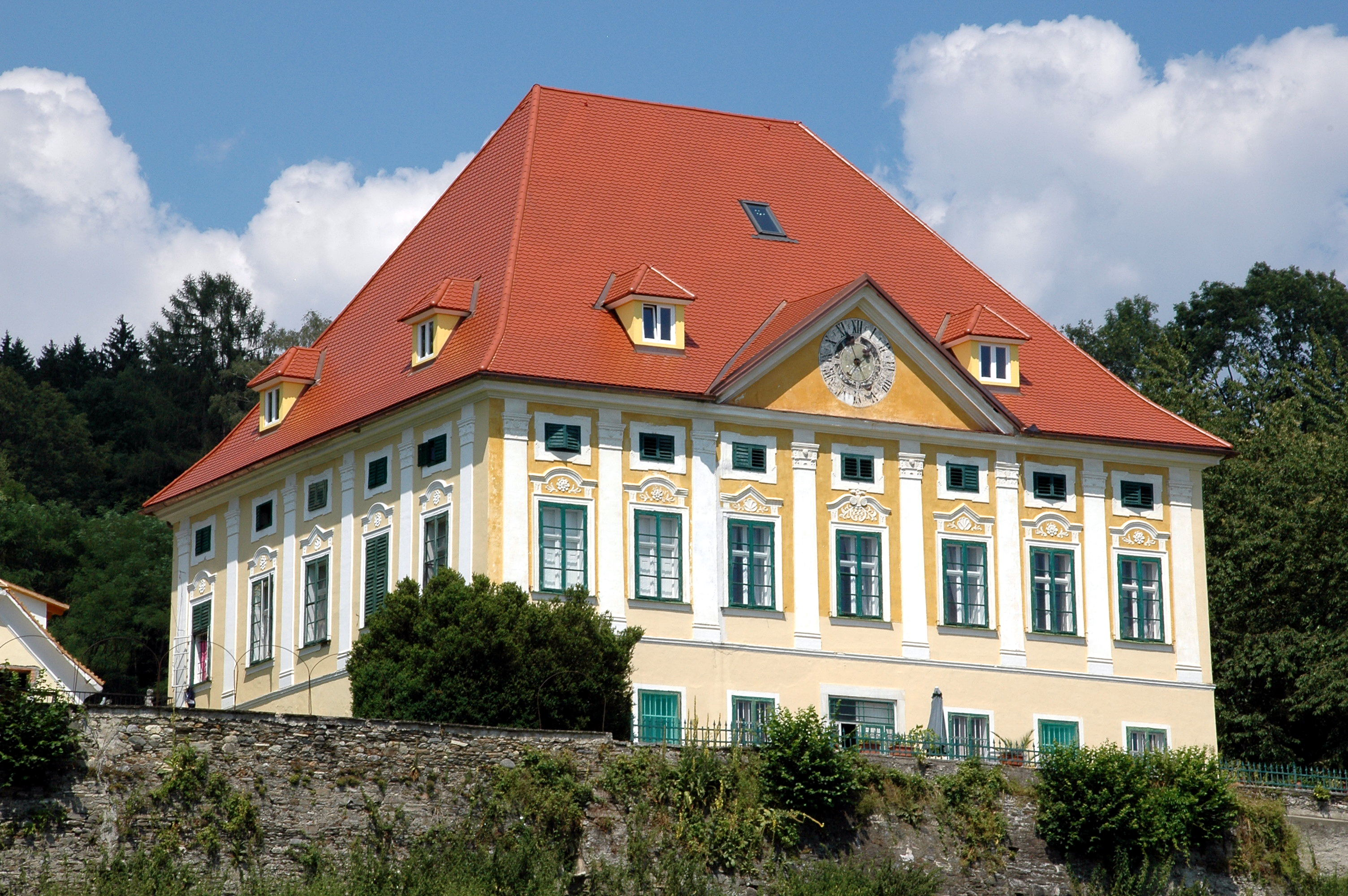
Schloss Ehrenbichl.

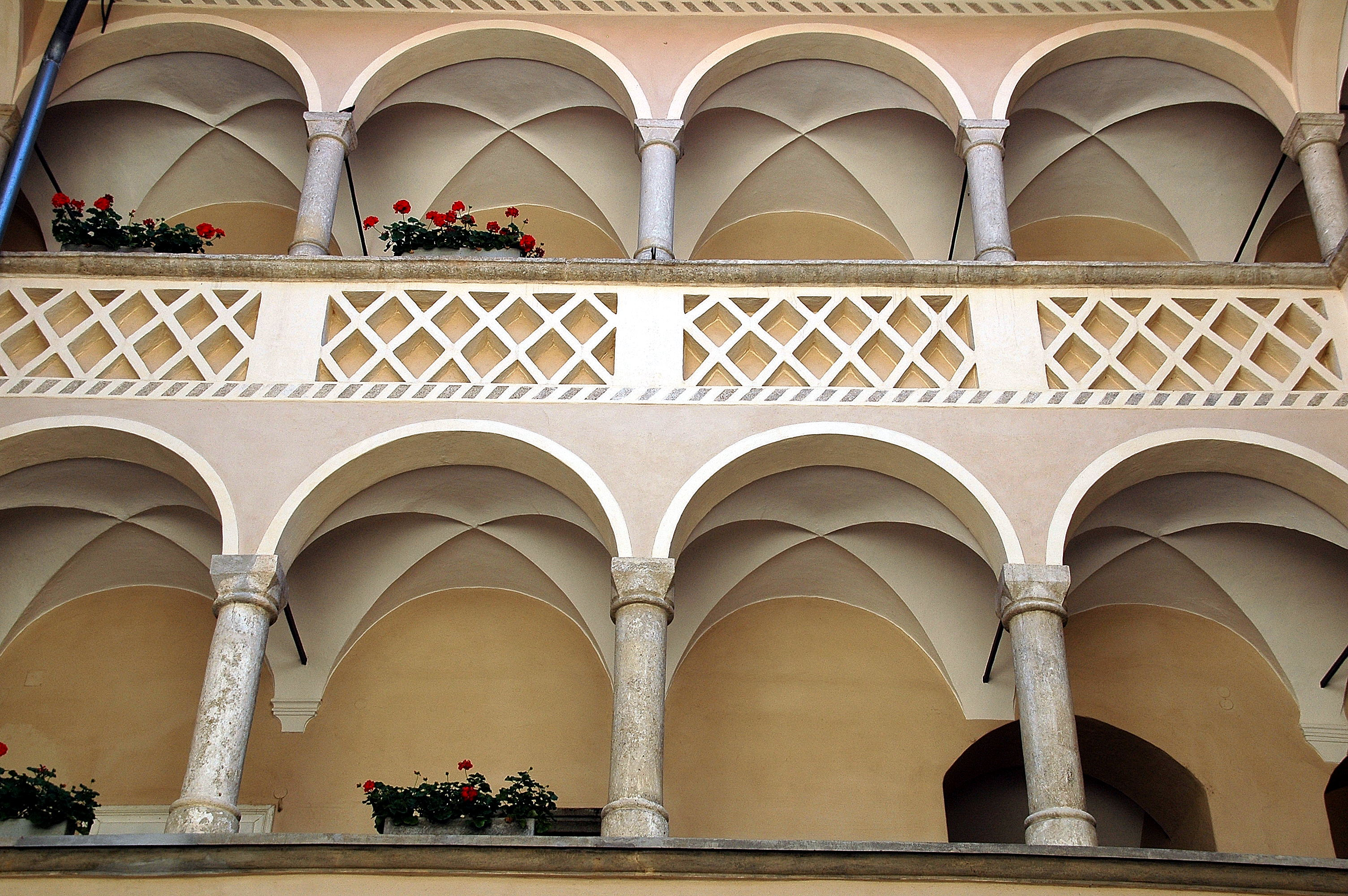
Interior del Ayuntamiento Antiguo.

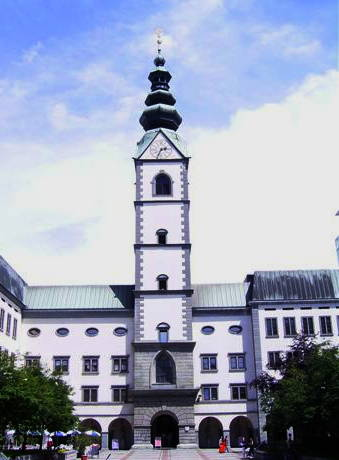
Catedral de Klagenfurt.

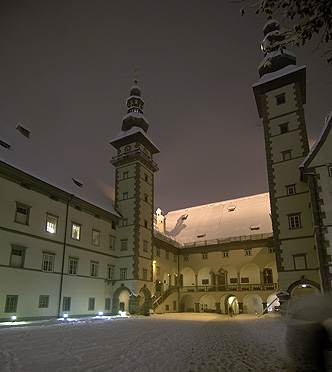
Landhaus Klagenfurt.

Entre las personas del mundo de la cultura más importantes nacidas en la ciudad se encuentra las siguientes:
- Ingeborg Bachmann, escritora.
- Günther Domenig, arquitecto.
- Heinz Goll, escultor y pintor.
- Thomas Koschat, compositor.
- Udo Jürgens, músico.
- Robert Musil, escritor y crítico de teatro.
- Danny Nucci, actor.

El símbolo de la ciudad es una escultura del legendario dragón muerto, que según la leyenda aterrorizó la zona. El escultor Ulrich Vogelsang utilizó como modelo para la cabeza de la criatura un monstruoso cráneo que fue encontrado en Carintia en 1582 y que se tuvo en esa época por los restos de un dragón auténtico. En la actualidad se conoce que se trataba del cráneo de un rinoceronte lanudo de la Edad de Hielo.

### Stadttheater Klagenfurt
El Teatro Municipal de Klagenfurt, Stadttheater Klagenfurt, se construyó con motivo de la celebración del 60.º aniversario de gobierno del Emperador Francisco José I. Fue construido según los planos de Fellner und Helmer, teniendo la misma planta el teatro que los construidos en la ciudad de Gießen (Alemania) y Jablonec nad Nisou (República Checa).
El teatro ha adquirido un gran cartel en la escena musical gracias a la dirección de Herbert Wochinz (1968-1992) y de Dietmar Pflegerl (desde 1992).

### Ringstraßeny parques
Klagenfurt poseía hasta la llegada de las tropas francesas en el año 1809 de murallas con un foso, que, con la forma de un cuadrado, rodeaban el casco antiguo, teniendo cada lado aproximadamente un kilómetro de longitud. Tras la destrucción de las murallas, se crearon en su lugar cuatro calles, las cuatro Ringstraßen (calles de circunvalación) con numerosos parques a los que se dio el nombre de poetas y compositores. De ellos destacan el Koschatpark (en honor a Thomas Koschat) en Viktringer Ring, el Schillerpark (en honor a Friedrich von Schiller) en Villacher Ring, el Goethepark (en honor a Johann Wolfgang von Goethe) en la esquina entre Villacher Ring y St. Veiter Ring, o el Schubertpark (en honor a Franz Schubert).

### Museos
- Kärntner Landesmuseum (Museo de Carintia). Este museo tiene diversas colecciones de arqueología, arte, historia, cultura popular, botánica, zoología, geología y de instrumentos musicales. En el parque del museo hay un Lapidarium.
- Museum moderner Kunst Kärnten (Museo de Arte Moderno de Carintia). Sobre una superficie de cerca de 1000 m² hay diversas exposiciones sobre arte moderno, con especial importancia en lo referente al arte moderno de Carintia, incluyéndose obras de artistas regionales e internacionales.
- Bergbaumuseum im botanischen Garten (Museo de minería, en el jardín botánico). El museo se centra en el papel de la minería en la historia de Carintia. Se encuentra en el monte Kreuzbergl, a lado del jardín botánico.
- Koschatmuseum (Museo de Koschat). Thomas Koschat fue un compositor y un poeta que fundó el primer quinteto de la Hofoper Wien, con el que adquirió importancia internacional. En el museo hay un archivo con fotografías, manuscritos y objetos personales.
- Robert Musil Literaturmuseum (Museo de Literatura Robert Musil). La casa de nacimiento del famoso escritor Robert Musil es hoy un museo literario con exposiciones sobre su persona, así como sobre Ingeborg Bachmann y Christine Layant, con fotografías, manuscritos, documentación y una biblioteca con obras de los tres escritores.
- Diözesanmuseum (Museo Diocesano). El museo Diocesano muestra el arte religioso de Carintia desde la Edad Media hasta el siglo XVIII.
- Gustav Mahler Komponierhäuschen (Casa de Gustav Mahler). Gustav Mahler pasó algunos veranos en las orillas del Lago Wörthersee, en los que trabajó arduamente en la composición. Algunos de esos trabajos se pueden encontrar hoy en día en su antigua casa.
- Landwirtschaftsmuseum Ehrental (Museo de la Agricultura). El Museo de la agricultura muestra una amplia colección de antiguas herramientas agrarias.

### Otros lugares
- Landhaus Klagenfurt, sede del Parlamento de Carintia. Fue construido entre 1574 y 1594 con motivo de la reconstrucción y fortificación de Klagenfurt.
- Stadtpfarrkirche, la Iglesia más antigua de Klagenfurt, remodelada en 1659.

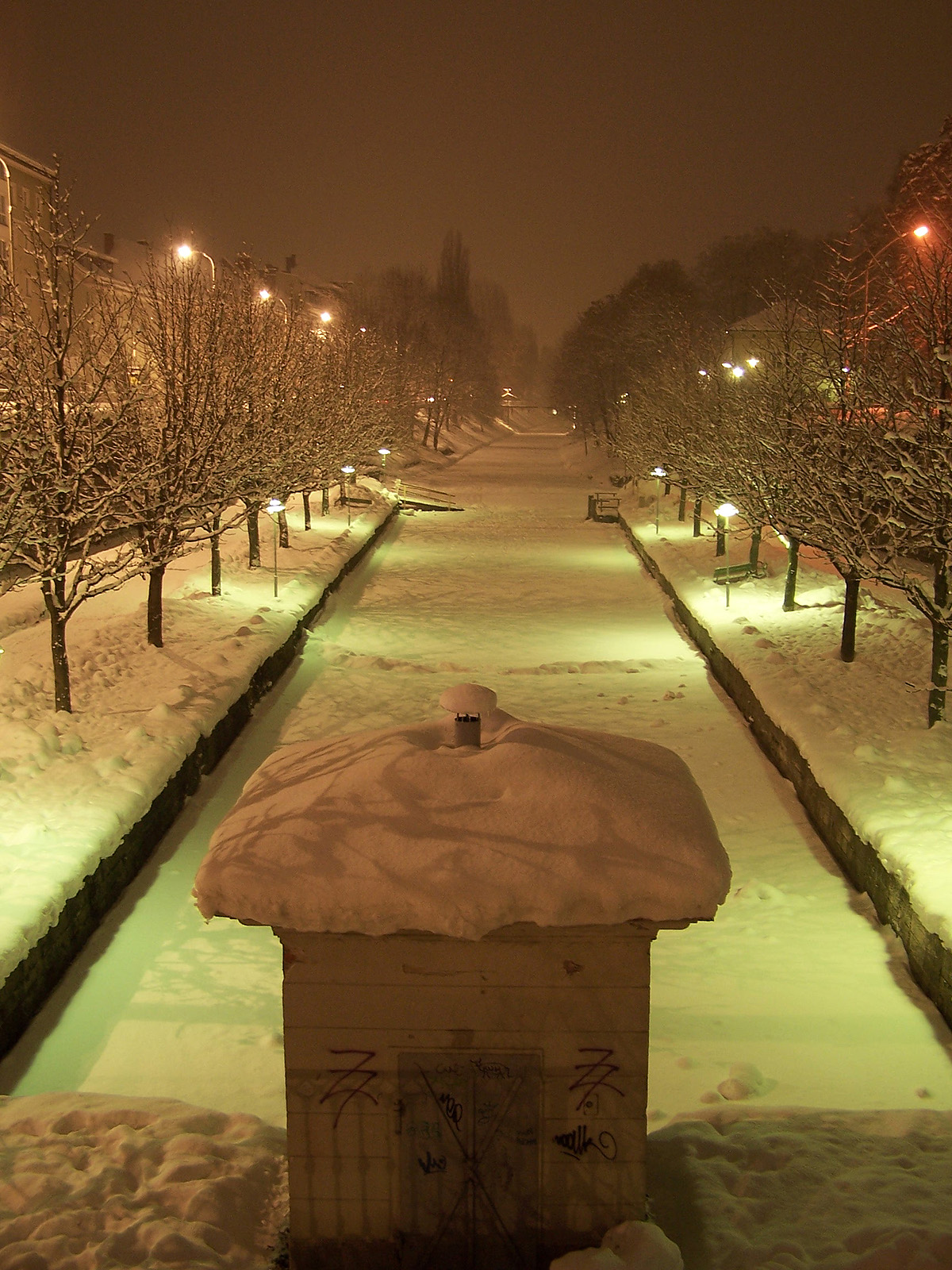
Lendkanal en invierno

- En los alrededores de Klagenfurt hay diversos castillos y palacios, algunos en las orillas del Wörthersee. Algunos de ellos son el Schloss Ehrenbichl, el Schloss Maria-Loretto, el Schloss Tentschach y el Schloss Welzenegg.
- Ayuntamiento antiguo, construido alrededor de 1600, y en el que destaca el patio interior con sus arquerías.
- Catedral de Klagenfurt, que fue protestante hasta 1604, cuando pasó a ser católica, construida de acuerdo con el estilo de Vorarlberg, y siendo la más antigua de ese estilo. Está consagrada a San Pedro y a San Pablo.

Además otras visitas interesantes incluyen el Jardín Botánico, en las cercanías de Kreuzbergl, el Christkindlmarkt (mercadillo de Navidad) en Alten Platz desde mediados de noviembre hasta mediados de enero, el Lendkanal, canal que atraviesa el centro de la ciudad y llega hasta el Wörthersee, Minimundus, un parque-museo donde hay reconstrucciones en miniatura de monumentos de todo el mundo y el City-Arkaden, un centro comercial.

## Eventos
Anualmente tiene lugar en Klagenfurt la entrega del premio Ingeborg Bachmann, premio literario que atrae a Klagenfurt a numerosos escritores, críticos literarios, investigadores, periodistas y editores de todo el mundo.
En los meses de verano vienen músicos de todas las edades a Klagenfurt, a la antigua abadía cisterciense de Viktring, donde tiene lugar el Foro de Música Viktring. En él los músicos atienden a conciertos o a clases con maestros de la música. En el ámbito de este foro de música se otorgan también dos premios musicales, el premio del Musikforum y el premio Gustav Mahler.
Existe también un escenario para conciertos en las orillas del Wörthersee, aunque no siempre es utilizado para eventos musicales, sino también para eventos políticos o económicos.

## Deporte
En Klagenfurt tienen lugar todos los años dos importantes eventos deportivos de rango internacional. En primer lugar, la segunda prueba de triatlón más importante de Europa por detrás de Roth en Europa, llamado Kärnten Ironman Austria, en el que hasta 2000 participantes recorren una distancia de 3,8 kilómetros a nado, 180 kilómetros en bicicleta y 42,2 kilómetros corriendo.
El segundo evento es el torneo de Grand Slam de vóley playa, en el que participan los mejores del mundo, en la playa del lago Wörthersee.
Tiene Klagenfurt, además, un muy exitoso equipo de hockey sobre hielo, el EC KAC que ha ganado en 28 ocasiones el campeonato austriaco, lo que le convierte en el equipo más laureado en Austria. También cuenta con un importante club de fútbol, el FC Kelag Kärnten que compite en la Erste Liga (segunda división) en la temporada 2006-2007.
Asimismo, Klagenfurt fue sede de tres partidos de la ronda preliminar en la Eurocopa de 2008 que se celebró en Austria y Suiza. Para ello se construyó el nuevo Wörtherseestadion, donde se disputaron los partidos, con una inversión de 66,5 millones de Euros.
Por último, hay que señalar que el remo es un deporte con tradición en la ciudad, practicándose en el cercano Wörthersee.
Klagenfurt presentó una candidatura conjunta con Eslovenia y la región italiana de Friul-Venecia Julia para organizar los Juegos Olímpicos de Invierno de 2006, aunque la elección acabó recayendo en la ciudad de Turín. Por otro lado, Klagenfurt acogió tres partidos de la Eurocopa 2008.